# Peter Fassbänder
Peter Fassbänder (* 28. Januar 1869 in Aachen; † 27. Februar 1920 in Zürich) war ein deutsch-schweizerischer Komponist.

## Leben
Fassbänder absolvierte sein Musikstudium an der Rheinischen Musikhochschule in Köln. Nach seinem Studium 1890 weilte er für einige Jahre in Saarbrücken. Dort wurde er Dirigent eines Orchesters (Instrumentalverein) und des Gesangvereins Harmonie. Ab 1895 lebte er in Luzern und siedelte 1911 nach Zürich um. Dort unterrichtete er u. a. Fritz Brun und Max Kuhn im Klavierspiel.
Sein Œuvre umfasst acht Symphonien, vier Opern, Symphonische Dichtungen, Fantasien und Chor- und Orgelwerke. Diese Werke sind aber nahezu in Vergessenheit geraten. Einzig seine Kompositionen für Blasorchester werden auch heute noch, vor allem in der Schweiz, gespielt. Er gehörte zu den ersten in der Schweiz, die originale Literatur für Blasorchester komponierten. So wurde ihm der Auftrag erteilt, alle Pflichtstücke, einige Primavista- und ein Gesamtchorstück für das 16. Eidgenössische Musikfest in Vevey zu schreiben. Von ihm stammen auch die Pflichtwerke für das Berner Kantonalmusikfest 1914.

## Werke

### Werke für Orchester
- 8 Symphonien
- Symphonische Dichtungen

### Werke für Blasorchester
- 1900: Winkelried – Schauspiel-Ouvertüre. Werk von Peter Halter, Hochdorf
- 1912: Feierlicher Einzug
- 1912: Heroischer Marsch
- 1912: Passacaglia
- 1912: Phantasiestück für Blasorchester
- 1912: Präludium für Blasorchester
- 1912: Rhapsodie für Blasorchester
- Inizio Festivo (Passacaglia)

### Chorwerke
- Der Abend sinkt / An den Mond für Frauenchor